# Gerard Doustraat 220

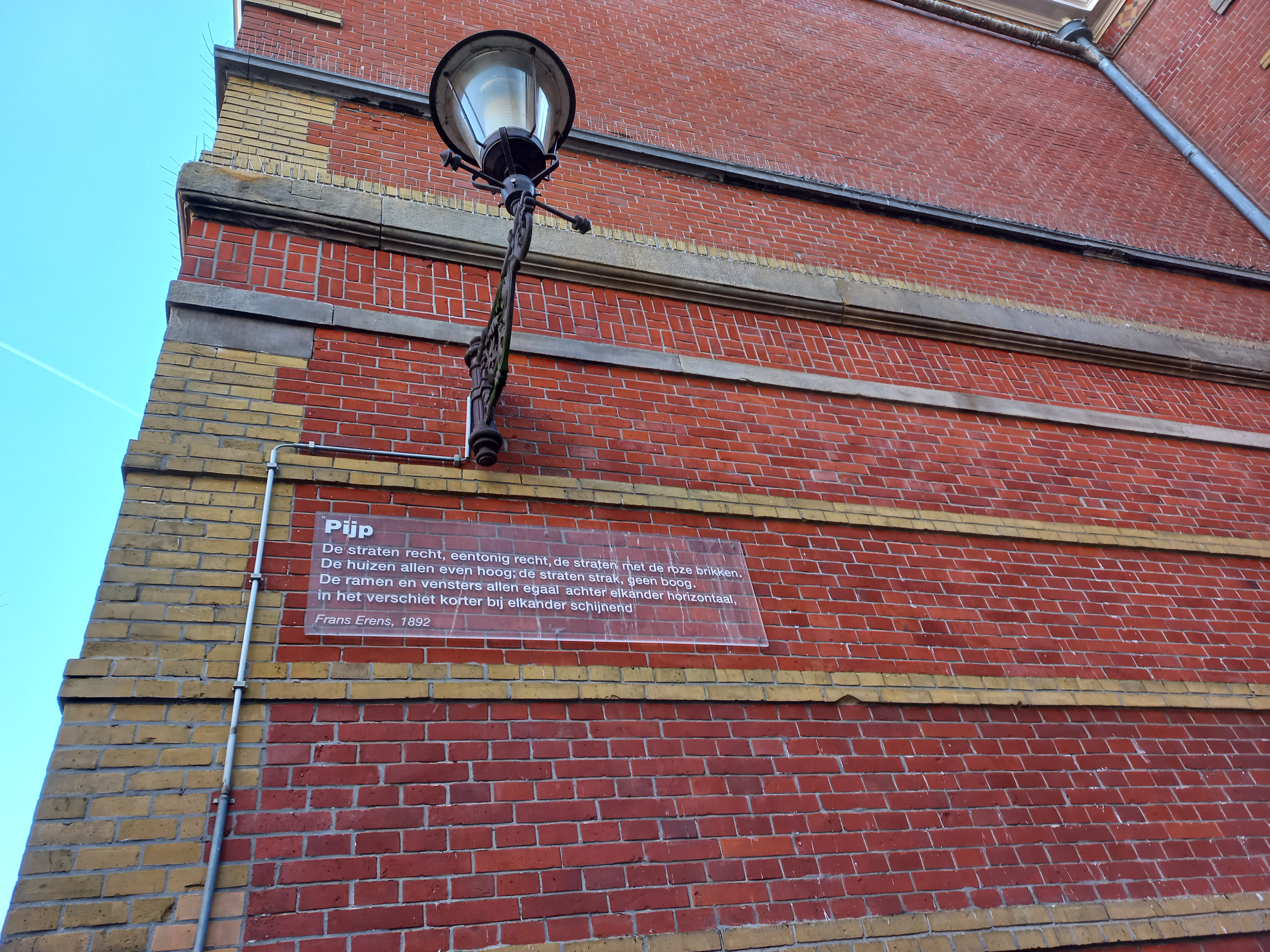
Tekst Frans Erens (januari 2025)

Het pand Gerard Doustraat 220 is een gebouw aan de Gerard Doustraat in De Pijp te Amsterdam-Zuid. Het is een van een vijftal gemeentemonumenten in die straat.
Het gebouw is ontworpen door Publieke Werken van de stad Amsterdam. Het werd gebouwd voor de huisvesting van de Sweelinckschool, een openbare meisjesschool van de derde klasse, dat wil zeggen de beter gesitueerden. De naam van de school is ontleend aan de Eerste Sweelinckstraat, die hier de Gerard Doustraat kruist, maar de school had haar uitgang en speelplaats altijd aan de Gerard Doustraat. Voorafgaand aan de Eerste Wereldoorlog waren er militairen in het gebouw ondergebracht. De school verdween en het pand kende vanaf toen wisselende bestemmingen. Berucht was het pand gedurende de jaren zeventig en tachtig van de 20e eeuw toen er een filiaal van de Sociale Dienst was gevestigd. Sommige verslaafden liepen direct naar een heroïnepand in de Quellijnstraat, anderen liepen direct naar de Stadsbank van Lening aan de Gerard Doustraat 156 om hun beleende spullen terug te kopen. Toen de Sociale Dienst vertrok vestigde zich een tandartsenpraktijk in het gebouw alsmede recent een privé taleninstituut.
Het gebouw is in de straat een markante en opvallende verschijning. De rood/oranjeachtige gevel met gele speklagen steekt af tegen de soms grauwe bakstenen gevels in de omgeving. Bovendien staat het gebouw nog vrijwel recht, terwijl panden in de omgeving tekenen vertonen van scheefhangen, dan wel al gesloopt/gerenoveerd zijn. De meeste gebouwen in de straat waren particulier eigendom en er werd soms op de bouwmaterialen beknibbeld. De Gerard Doustraat 220 is gebouwd volgens de Hollandse renaissancestijl, waarbij hier trapgevels werden geïmiteerd.
Tegen de achtergevel van het gebouw is Eerste Sweelinckstraat 10 gebouwd, het voormalige badhuis van De Pijp, met min of meer daartussen de meisjesspeelplaats.
Aan de muur hangt een plaquette met een tekst van Frans Erens: De straten recht, eentonig recht etc.